# Francesco Campanini
Francesco Campanini (Parma, 11 settembre 1976) è un regista cinematografico e produttore cinematografico italiano.

## Biografia
Esordisce come regista e produttore con il lungometraggio Il solitario (2008), di cui ha anche firmato il soggetto. Successivamente ha realizzato il secondo film La casa nel vento dei morti (2012), l'episodio Sei tu il colpevole! del film P.O.E. Pieces of Eldritch (2014) e il documentario Giuseppe Verdi e la gloria - Il monumento del centenario (2015). Come produttore esecutivo ha curato tre documentari di Francesco Barilli: Poltrone rosse - Parma e il cinema (2014), Il Regio nel paese del melodramma (2015), I colori nascosti di Benedetto detto Antelami (2017) e il film Il vincente diretto da Luca Magri (2016).

## Filmografia

### Regista e produttore

#### Lungometraggi
- Il solitario (2008)
- La casa nel vento dei morti (2012)
- Thou art the Man, episodio del film P.O.E. Pieces of Eldritch (2014)

#### Documentari
- Giuseppe Verdi e la gloria - Il monumento del centenario (2015)

## Riconoscimenti
- 2010 – Phoenix Film Festival[1]
  - World Cinema Best Director per Il solitario
- 2010 – Worldfest Houston[2]
  - Silver Remi Award per Il solitario
- 2013 – Worldfest Houston[2]
  - Gold Remi Award per La casa nel vento dei morti